# Шпионский скандал в Формуле-1
Шпионский скандал в Формуле-1 произошёл в 2007 году в связи с обвинениями команды McLaren в промышленном шпионаже в отношении Ferrari. Запрос Ferrari в Международную автомобильную федерацию был удовлетворен частичной дисквалификацией McLaren и исключением этой команды из Кубка Конструкторов 2007 года. Очки пилотов в личном зачёте не были затронуты.

## Гибкое днище Ferrari

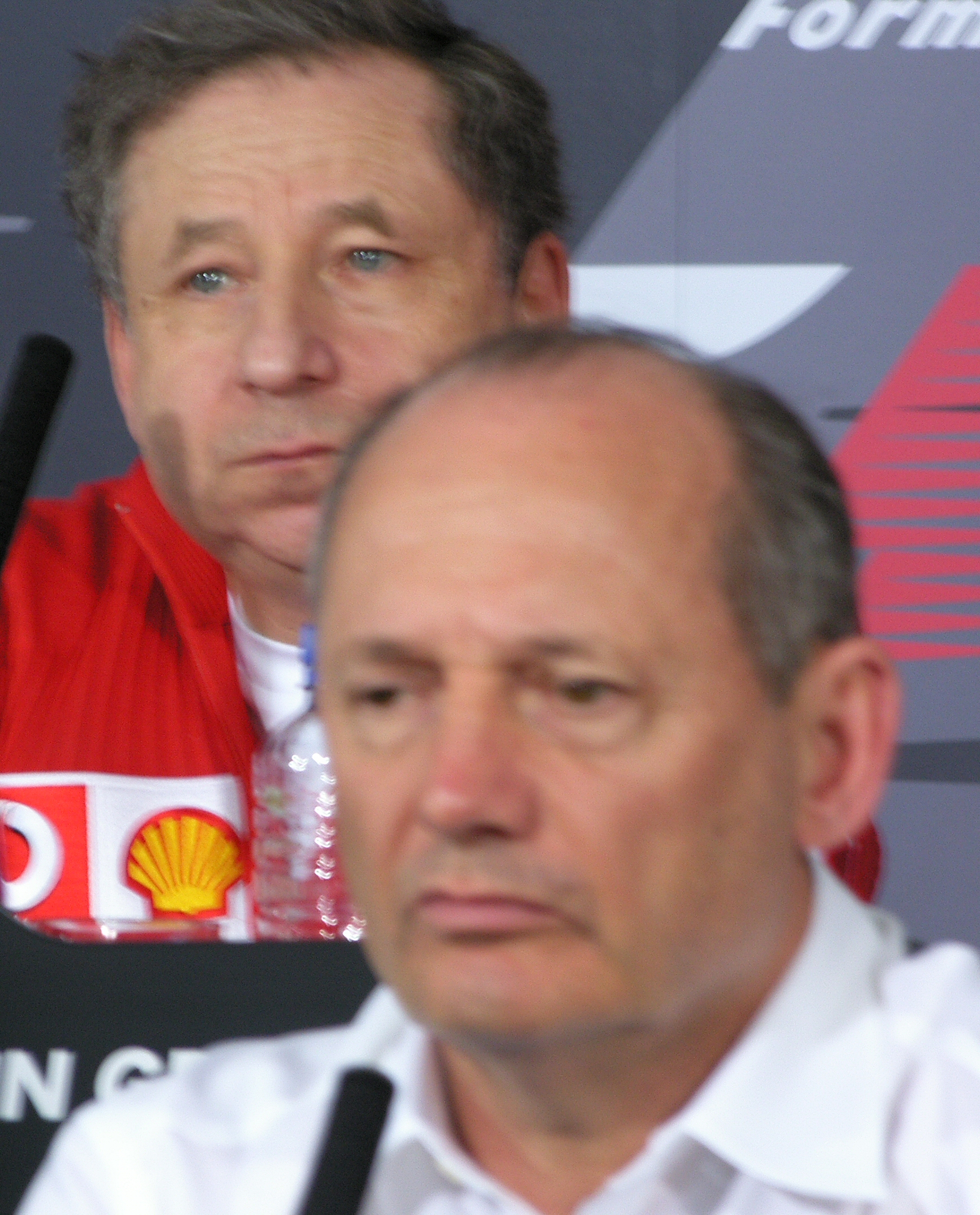
Рон Деннис и Жан Тодт, главные действующие лица

На первых гонках чемпионата Ferrari применяла свою новую секретную разработку — днище машины из гибких материалов, позволяющее обтекаемости болида улучшаться непосредственно по ходу гонки. На гран-при Австралии Кими Райкконен победил на машине, оснащенной таким днищем. Машины прошли технический контроль перед стартом и после финиша без каких-либо затруднений.
Однако 20 марта Рон Деннис, глава McLaren, подал в ФИА протест против использования гибкого днища, а также сепаратора заднего антикрыла, заявив, что эти детали не соответствуют новому регламенту.
ФИА не наказала Ferrari, так как детали были легальными при действовавшей в начале сезона методике проверки. В дальнейшем нормы дозволенной деформации деталей под нагрузкой ужесточили, что сделало невозможным использование гибкого днища у болида. По версии Ferrari, конфиденциальную информацию о днище конкурентам сообщил их сотрудник Найджел Степни. Позднее Степни это подтвердил, объяснив, что с самого начала считал эту разработку противоречащей регламенту и не хотел, чтобы Ferrari одерживала победы нечестно

## Найджел Степни
Найджел Степни был шеф-механиком Ferrari во время доминирования этой команды в Формуле-1. После ухода своего патрона Росса Брауна он не раз заявлял о том, что неудовлетворён обстановкой в команде. В 2007 году Степни был назначен на новую должность директора отдела разработок.
17 июня 2007 Степни был обвинён своим же шефом Жаном Тодтом в продаже секретной технической информации и саботаже против гонщиков своей же команды. В баках болидов Ferrari после гран-при Монако был обнаружен подозрительный белый порошок. Свидетели сообщили, что порошок был пронесён на автодром Найджелом Степни. 3 июля Степни был уволен. Против него было возбуждено уголовное дело, в его доме был проведен обыск. Сам Найджел категорически отрицал участие в саботаже, и позднее суд оправдал его по этому пункту обвинений.
Позднее Ferrari также обвинила Найджела в передаче 780-страничного документа с секретной информацией его другу Майку Кохлену, в то время сотруднику McLaren. Кохлен вскоре был уволен из McLaren, а 5 июля Ferrari подала в суд на него и его жену Труди по обвинению в краже информации. По сообщению Ferrari, на Кохлена их вывел сотрудник копировального центра в Уокинге, которому Труди Кохлен принесла эти бумаги для размножения. Команда Honda сообщила, что получала предложение от Степни и Кохлена насчёт возможного приёма их на работу.
Ferrari подали жалобу на McLaren в FIA, обвиняя британскую команду в промышленном шпионаже. 25 июля Всемирный совет FIA признаёт, что McLaren мог обладать конфиденциальной информацией о машинах Ferrari, но объявляет, что на данном этапе расследования нет доказательств её использования, и, следовательно, нет оснований для наказания. 1 августа Рон Деннис в письме к главе итальянской автомобильной федерации заявляет, что информация собиралась, чтобы уличить Ferrari в применении запрещённых деталей, таких как гибкое днище, и не использовалась при разработке собственных машин.

## Письма де ля Росы

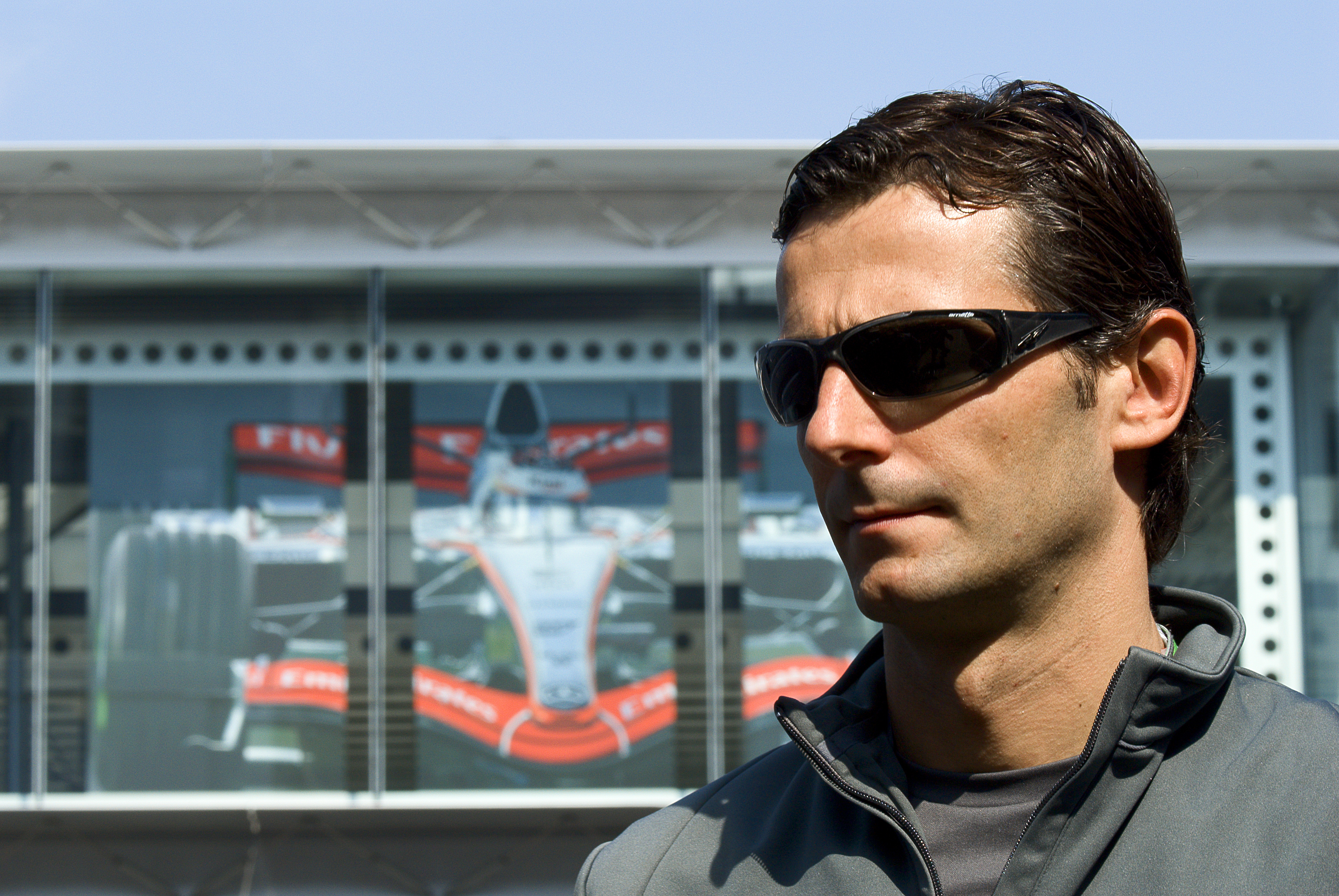
Педро де ла Роса, тест-пилот McLaren

Ключевой уликой для трибунала FIA стали электронные письма, которыми обменивались испанцы — гонщики McLaren Фернандо Алонсо и Педро де ла Роса. E-Mail были предоставлены суду самим Алонсо после предупреждения о возможных санкциях в случае сокрытия информации. В них гонщики обсуждают испытания агрегатов с использованием разработок Ferrari.
25 марта 2007 Педро де ла Роса прислал в письме своему партнёру Алонсо схему весового баланса «красной машины» с точностью до сотых долей.
Алонсо поинтересовался достоверностью данных:

Фернандо: Их развесовка меня удивляет, не знаю, можно ли на 100 % верить этим цифрам, но информация заслуживает внимания.

Педро: Вся информация из Ferrari очень надежна, она приходит от Найджела Степни, их главного механика — не знаю, какой там у него пост сейчас. Это он сообщил нам, что в Австралии Кими остановится на 18-м круге. Он — друг Майка Кохлена, нашего главного конструктора.

В другом письме Алонсо и де ля Роса обсуждали «шинный газ» Ferrari — состав газа, которым наполняют шины. Де ля Роса прислал партнёру состав газа и они обменялись мнениями о его использовании.

Фернандо:У них есть что-то еще, и не только в этом году. Есть ещё что-то, и это может послужить разгадкой; будем надеяться, что у нас будет возможность испытать газ на тестах, это же может стать приоритетным направлением разработок!

Педро: Согласен на 100 %, нам следует испытать эту штуку как можно скорее. Надо опробовать его, это же так легко!

## Конфликт в McLaren

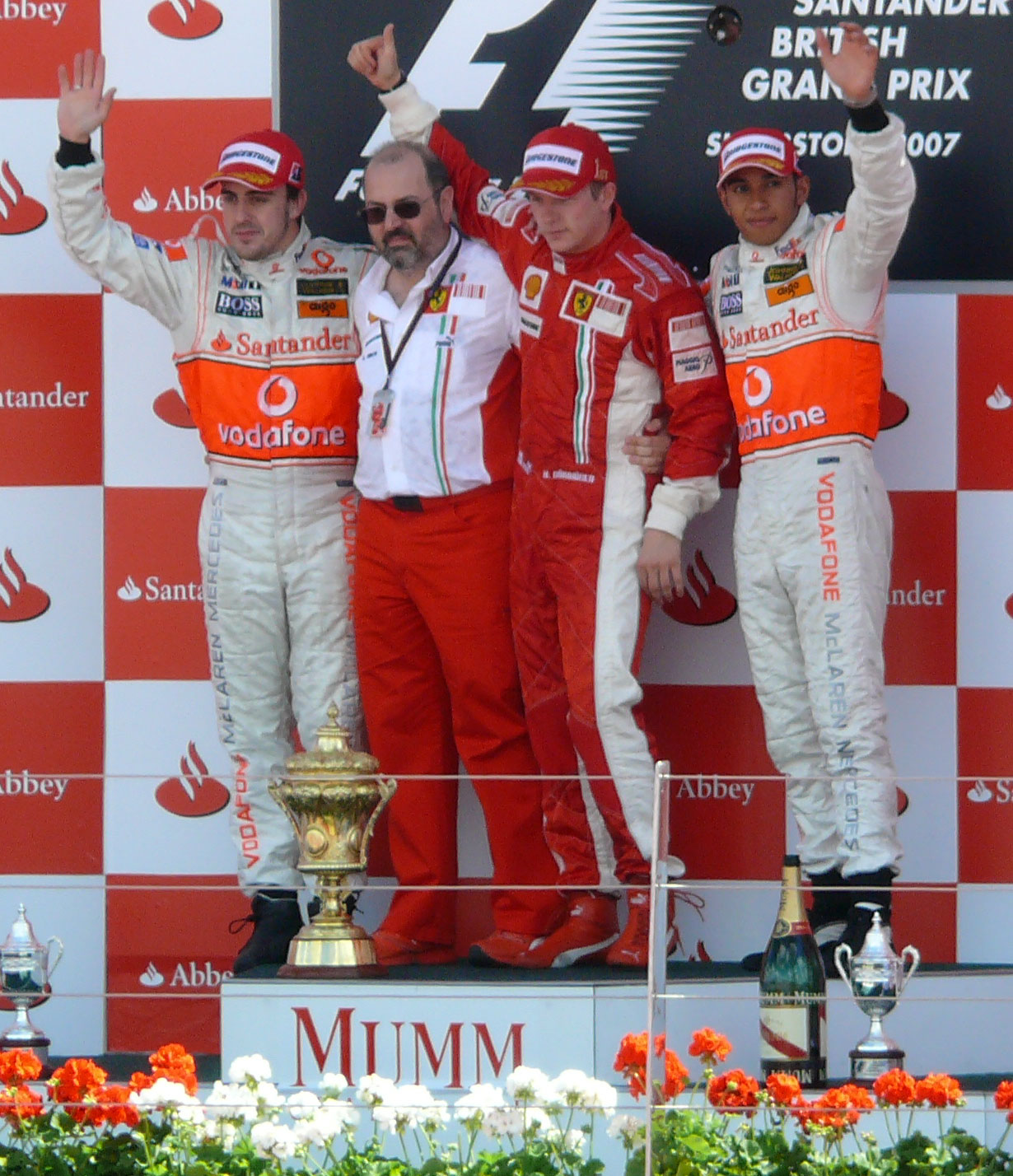
Алонсо и Хэмилтон на подиуме Гран-при Великобритании 2007 года, разделенные Кими Райкконеном

Фоном для разбирательства послужил трёхсторонний конфликт в команде McLaren между гонщиками Фернандо Алонсо, Льюисом Хэмилтоном и директором команды Роном Деннисом. Оба пилота весьма успешно выступали в 2007 году и боролись за чемпионский титул, команда не заявляла о предпочтении ни двукратному чемпиону Алонсо, ни новичку Хэмилтону. Тем не менее, Алонсо делал заявления о «некомфортности» среди британцев в британской команде.
На квалификации гран-при Венгрии 2007 года по указанию своего гоночного механика Алонсо придержал Хэмилтона в боксах, помешав ему успеть выехать на быстрый круг. Это помогло Алонсо остаться на поул-позишн. Отец Льюиса, и по совместительству его менеджер, Энтони Хэмилтон, подал протест в ФИА на действия Алонсо, вопреки мнению команды, не желавшей внутреннего разбирательства. ФИА наказала Алонсо перемещением на пять позиций вниз по стартовой решётке. Гонка была выиграна Хэмилтоном, который упрочил свой отрыв от Алонсо в чемпионате. Это значительно ухудшило отношения между гонщиками, несмотря на попытки Рона Денниса примирить их.
По сообщениям в прессе, между Алонсо и Деннисом состоялась эмоциональная дискуссия, в ходе которой Алонсо потребовал «приструнить» Хэмилтона и дать испанцу позицию «первого пилота». В противном случае Алонсо якобы угрожал обнародованием некоего компромата на McLaren.
По окончании года Алонсо и McLaren досрочно расторгли контракт. Флавио Бриаторе предложил Фернандо вернуться в Renault, 11 декабря испанец принял это предложение.

## Комментарии

### Макс Мосли
Макс Мосли, президент FIA, после разговора с Роном Деннисом после Гран-при Венгрии, заявил, что верит в невиновность команды.

Я знаю Рона сорок лет, и когда такой человек глядит мне в глаза и говорит, что ничего особенного не было, ему трудно не верить.

Мосли также подтвердил, что Деннис жаловался ему на шантаж со стороны Алонсо. Он пересказал прессе свой разговор с главой McLaren:

Деннис: Я только что говорил с Алонсо в моторхоуме, он сказал мне, что у него есть некая информация, и угрожал её опубликовать. Я сказал: ну давай, попробуй. 

Мосли: Ты правильно ему сказал.

Деннис: Только у него ничего такого не может быть.

Мосли: Так это пустые угрозы?

Деннис: Да, пустые. Уверяю тебя, Макс, если бы было что-то такое, я бы так и сказал.

### Флавио Бриаторе
Флавио Бриаторе, директор команды Renault, в интервью журналу Autosport резко эмоционально прокомментировал ситуацию, заявив, что McLaren заслуживают исключения из Формулы-1, а чемпионат 2007 года нелегитимен. Он также призвал пожизненно дисквалифицировать Степни и Кохлена.
Через несколько дней Бриаторе смягчил позицию, заявив, что был неправильно понят, и попросил журнал не публиковать более это интервью.

### Обвинения в радиоперехвате
Кими Райкконен, в 2007 году перешедший из McLaren в Ferrari, заявил, что сотрудники McLaren проводили радиоперехват других команд. По словам гонщика, когда он был пилотом McLaren, он неоднократно был свидетелем того, как сотрудники McLaren прослушивают радиопереговоры сотрудников Ferrari и Renault, и даже разбирают их на совещаниях.
Финн не делал специального заявления для прессы, а только предупредил об этом своего нового босса, Жана Тодта. Тодт, в свою очередь, дал пресс-конференцию, на которой предал огласке свидетельство финна и подверг жёсткой критике McLaren. Однако Ferrari не стали подавать ещё одну жалобу, а FIA не нашла явного нарушения правил в прослушивании переговоров.

## Вердикт FIA
Рассмотрев все обвинения и доказательства, представленные сторонами, 13 сентября апелляционный суд ФИА вынес вердикт:
- Факт промышленного шпионажа со стороны Найджела Степни и Майка Кохлена имел место. Информация, переданная Кохлену, является важной и использовалась на тестах, что следует из обмена письмами гонщиков.
- Команда McLaren лишается всех очков, уже заработанных или набранных после вступления решения в силу, и исключается из кубка конструкторов в 2007 году. Приз команды-победителя в случае побед гонщиков из McLaren вручаться не будет, и представитель от команды не будет подниматься на подиум.
- Команда McLaren должна выплатить штраф в размере 100 000 000 долларов США.
- Автомобиль McLaren следующего года должен будет пройти дополнительную проверку на предмет отсутствия в нём технологических решений, похищенных у Ferrari.
- Дисквалификация не распространяется на гонщиков команды, Фернандо Алонсо и Льюиса Хэмилтона. Они сохраняют все очки, набранные ими в личном зачёте чемпионата.

Пункт решения о проверке автомобиля позднее был отменен и команда была допущена до регистрации в чемпионате-2008 без него.

## Обвинения против Renault
Уже по окончании сезона команда McLaren в свою очередь выдвинула претензии, на сей раз к команде Renault. FIA объявила, что Renault обладали данными о болидах McLaren 2006 и 2007 годов, в том числе о топливной и масляной системе, а также о конструкции гидравлических систем. В передаче этих данных подозревается техник Филип Маккерет, перешедший из McLaren в Renault.
FIA не приняла решения о дисквалификации команды, так как не было доказано, что эти сведения каким-то образом использовались против McLaren.